# Seznam irskih jockeyev
Seznam irskih jockeyev.

## K
- Michael Kinane

## O
- Jonjo O'Neill

## W
- Ruby Walsh